# Football Club Rapperswil-Jona (féminines)
Maillots
Actualités
Le Football Club Rapperswil-Jona (en allemand : Fussball Club Rapperswil-Jona) est un club de football féminin situé à Rapperswil-Jona, dans le canton de Saint-Gall, en Suisse. C'est la section féminine du FC Rapperswil-Jona.

## Histoire
L'équipe féminine du FC Rapperswil-Jona est promue en Axa Women's Super League à l'issue de la saison 2021-2022.